# Filtrerpapper

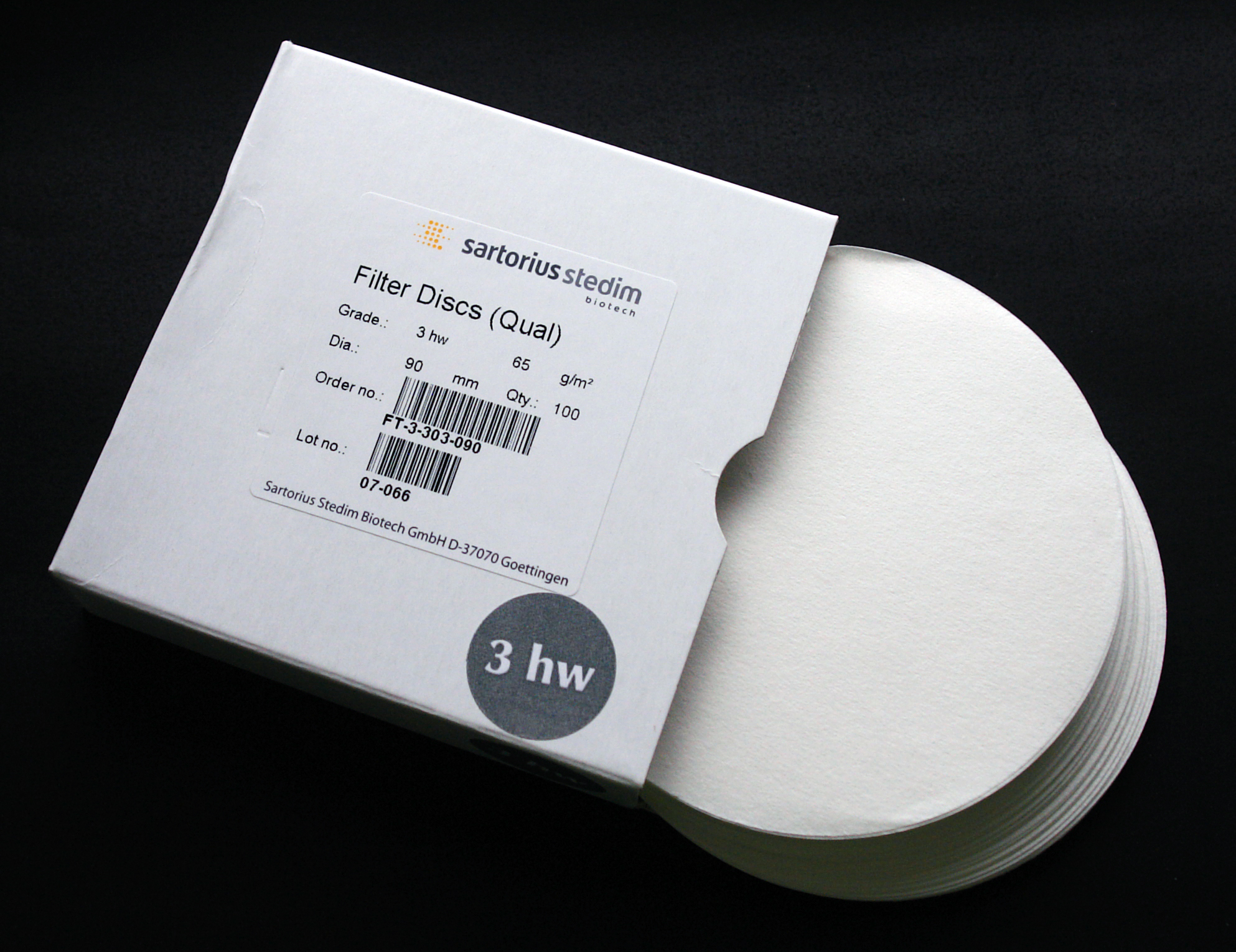
En förpackning filtrerpapper

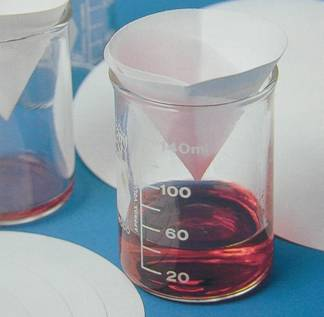
Spetsvinkeln på ett vikt filtrerpapper är 60°.

Filtrerpapper är ett halvgenomsläppligt papper som placeras i vägen för ett vätske- eller gasflöde för att avskilja små fasta partiklar. Ett vanligt filtrerpapper är plant och cirkulärt och trattar anpassade till vikta sådana filtrerpapper har en spetsvinkel på (strax under) 60°.

## Kemisk användning
Vid kvantitativa kemiska analyser är det i av stor vikt, att det använda papperets halt av oorganiska beståndsdelar (dess askhalt) är så liten som möjligt. Historiskt har det filtrerpapper, som tillverkas i svenska Grycksbo av Munktell Filter haft stor internationell spridning. Det renaste filtrerpapperet behandlades förr i regel med saltsyra och ofta även med fluorvätesyra, för att så noga som möjligt befrias från askbeståndsdelar, och bestå av nästan helt ren cellulosa.